# كيني فريس
كيني فريس (بالإنجليزية: Kenny Frease)‏ مواليد 18 أكتوبر 1989 في ماسيلون، هو لاعب كرة سلة أمريكي. بدأ مسيرته الاحترافية في سنة 2012. يلعب في الدوري الألماني لكرة السلة كلاعب وسط. يحمل الرقم 32. يبلغ طوله 7 قدم 0 بوصة (2.1 م).

## المسيرة الاحترافية
لعب مع تايغرز توبينغن في الدوري الألماني في موسم 2012–2013، ثم لعب مع أرتلاند دراغونز في موسم 2013–2014، ثم لعب مع نادي لوفين براونشفايغ لكرة السلة في موسم 2015–2016.

## روابط خارجية
- كيني فريس على موقع الدوري الأوروبي لكرة السلة (الإنجليزية)
- كيني فريس على موقع كرة السلة الأوروبية.كوم (الإنجليزية)
- كيني فريس على موقع كلية كرة السلة في سبورتس رفرنس.كوم (الإنجليزية)
- كيني فريس على موقع ريلجم (الإنجليزية)
- كيني فريس على موقع بروبوليرز (الإنجليزية)
- كيني فريس على موقع سبورتس رفرنس (الإنجليزية)